# Долений Сухадол
Долений Сухадол (словен. Dolenji Suhadol) — поселення в общині Ново Место, регіон Південно-Східна Словенія, Словенія. Висота над рівнем моря: 325,5 м.